# Orbital Sciences Corporation
Orbital Sciences Corporation (OSC, укр. Орбітальна наукова корпорація, зазвичай називається Orbital укр. Орбітальна) — компанія, яка спеціалізується на супутникових технологіях та запуску виготовлених апаратів. Орбітальна раніше володіла ORBIMAGE (нині GeoEye) і виготовляла GPS-приймачі Magellan (нині належить Thales). На NYSE фірма позначається як ORB. Штаб-квартира розташована у невключеній території Даллес в окрузі Лаудун, Вірджинія, США.
Орбітальна з моменту створення побудувала 569 ракет-носіїв, за контрактами понад 82 мають бути виготовлені до 2015 року. З 1982 року компанія збудувала 174 супутники, більше 24 мають бути виготовлені до 2015 року. Компанія посідає 40% ринку винищувачів-перехоплювачів, 55% ринку невеликих супутників зв'язку, і 60% ринку малих ракет-носіїв. У червні 2010 Орбітальна вийшла на ринок середніх ракет-носіїв і супутників з розробкою ракети-носія Антарес і придбанням супутникового підрозділу General Dynamics Advanced Information.

## Історія компанії
Компанія була заснована 1982 року Девідом Томпсоном, Брюсом Фергюсоном і Скоттом Вебстером. 1990 року компанія успішно здійснила вісім космічних польотів, зокрема перший запуск ракети Пегас. 2006 року компанія здійснила 500-ий запуск з моменту заснування.
1997 року компанія виокремила підрозділ космічної зйомки Orbital Space Imaging або ORBIMAGE (з Томпсоном на чолі). Нині це компанія GeoEye.
4 березня 2010 Orbital Sciences оголосила про придбання супутникового підрозділу General Dynamics Advanced Information System's, раніше відомий як Spectrum Astro, за 55 млн $. Угода була закрита 2 квітня 2010 року. Орбітальна оголосила, що угода додала майже 70 млн $ доходу і трохи збільшила прибутки 2010 року. Приблизно 325 співробітників підрозділу General Dynamics у Гілберті зберегли свої місця.
2010 Orbital відгукнулась на другу фазу розробки комерційних засобів доставки екіпажу і запропонувала НАСА розробити комерційний космоплан, розміром учетверо менше ніж Спейс Шаттл. Апарат з вертикальним злетом і горизонтальною посадкою мав запускатись вдосконаленою ракетою-носієм Атлас-5 і приземлятись на посадкову смугу. У проектованому апараті мали розміщуватись четверо космонавтів. НАСА пропонувало винагороду 200 млн $ у березні 2011 за проект з тривалістю розробки до 14 місяців.

## Бізнес-групи

### Група космічних систем (англ.Space Systems Group, SSG)
Орбітальна виготовляє супутники малого і середнього класу. З моменту створення 1982 року, компанія виготовила понад 110 космічних апаратів для комерційних, військових та інших замовників у всьому світі. Ці апарати перебувають разом на орбіті майже 630 років.

### Група пускових систем (англ.Launch Systems Group, LSG)
Орбітальна виготовляє переважно ракети-носії для невеликих корисних навантажень. Ракета Пегас запускається з літака-носія компанії L-1011, Stargazer (укр. Звіздар), з 1990 року відбулось 40 запусків з шести стартових майданчиків у всьому світі.
Ракети-носії наземного базування Таурус і Мінотавр, створена додаванням верхніх ступенів до ракети Пегас, можуть використовуватись з урядовими або комерційними твердопаливними двигунами перших ступенів для запусків більших корисних навантажень.
Мінотавр-4, найновіше доповнення лінійки ракет-носіїв, складається зі списаних міжконтинентальних балістичних ракет Peacekeeper з авіонікою і обтічниками Орбітальної. Мінотавр-4 може використовуватись тільки для запусків американського урядового корисного навантаження.
Орбітальна також виготовляє суборбітальні ракети-носії для американської системи протиракетної оборони. Впродовж останніх 10 років вона здійснила майже 50 запусків для Агентства протиракетної оборони США (англ. Missile Defense Agency, MDA), ВПС, армії і флоту для розробки, випробування і посилення системи протиракетної оборони США.
У листопаді 2010 року Орбітальна була обрана НАСА для розгляду потенційних підрядників зі створення важких ракет-носіїв і ракетних двигунів.

### Група передових розробок
Група передових розробок (англ. Advanced Programs Group, APG) розробляє нові технології для польотів людини в космос, комерційних запусків, авіаційних досліджень і космічних запусків.

### Підрозділ технічного обслуговування
Підрозділ технічного обслуговування (англ. Technical Services Division, TSD) надає послуги з проектування, виробництва і технічного управління персоналом найперше для космічних наукових і оборонних програм. Зазвичай, це поставки спеціалізованого персоналу — інженерів, учених, техніків та інших спеціалістів, — з конкретними знаннями у сферах, які цікавлять замовника. Співробітники Орбітальної часто працюють з технічним персоналом клієнтів на їхніх об'єктах.

## Головні виробничі центри
- Даллес (Вірджинія)
- Чандлер (Аризона)
- Орандж (округ, Каліфорнія)
- Белтсвіл (Меріленд)
- Гринбелт (Меріленд)

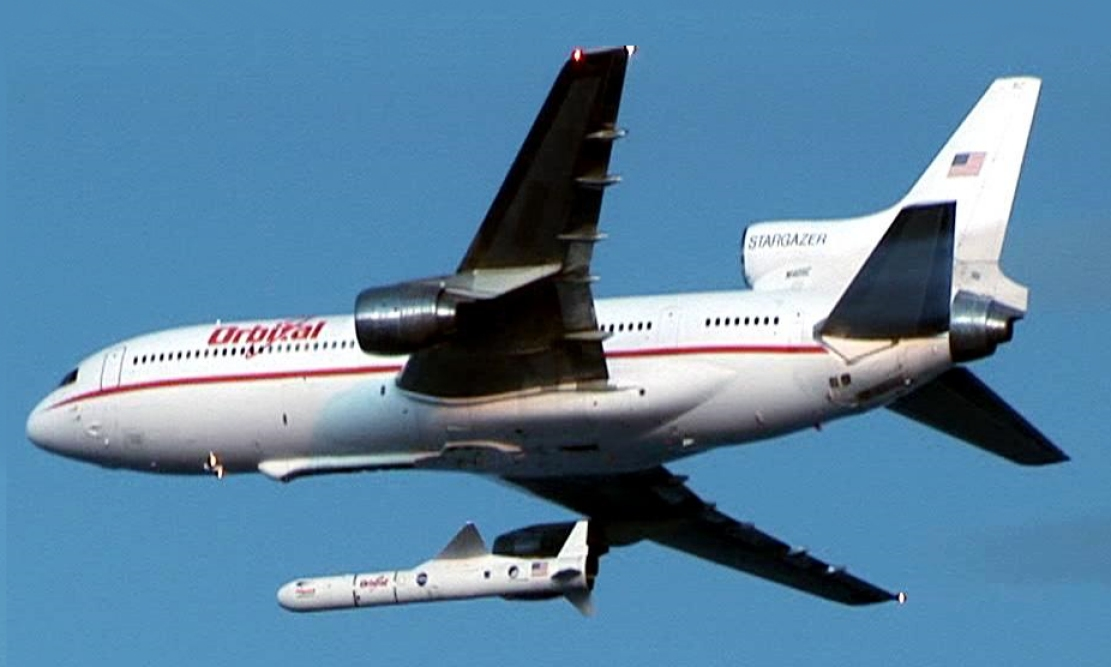
Запуск ракети Пегас з літака L-1011

- База ВПС США Ванденберг, Каліфорнія
- Воллопс, Вірджинія (будується)
- Гілберт (Аризона)

## Продукція Орбітальної

### Постачання Міжнародної космічної станції
- Послуги комерційного орбітального транспортування (Commercial Orbital Transportation Services, COTS) — демонстрація можливості доставки приватними компаніями вантажів і екіпажів на МКС: презентація корабля Cygnus і ракети-носія Антарес
- Послуги комерційного постачання (Commercial Resupply Services, CRS) вартістю 1,9 млрд дол США — контракт з НАСА на 8 кораблів Cygnus / Антарес для доставки вантажів на МКС

### Програма НАСА Сузір'я
Запуск системи аварійного переривання польоту для капсули Orion

### Ракети-носії
- твердопаливний Мінотавр
- Крилата ракета-носій Пегас

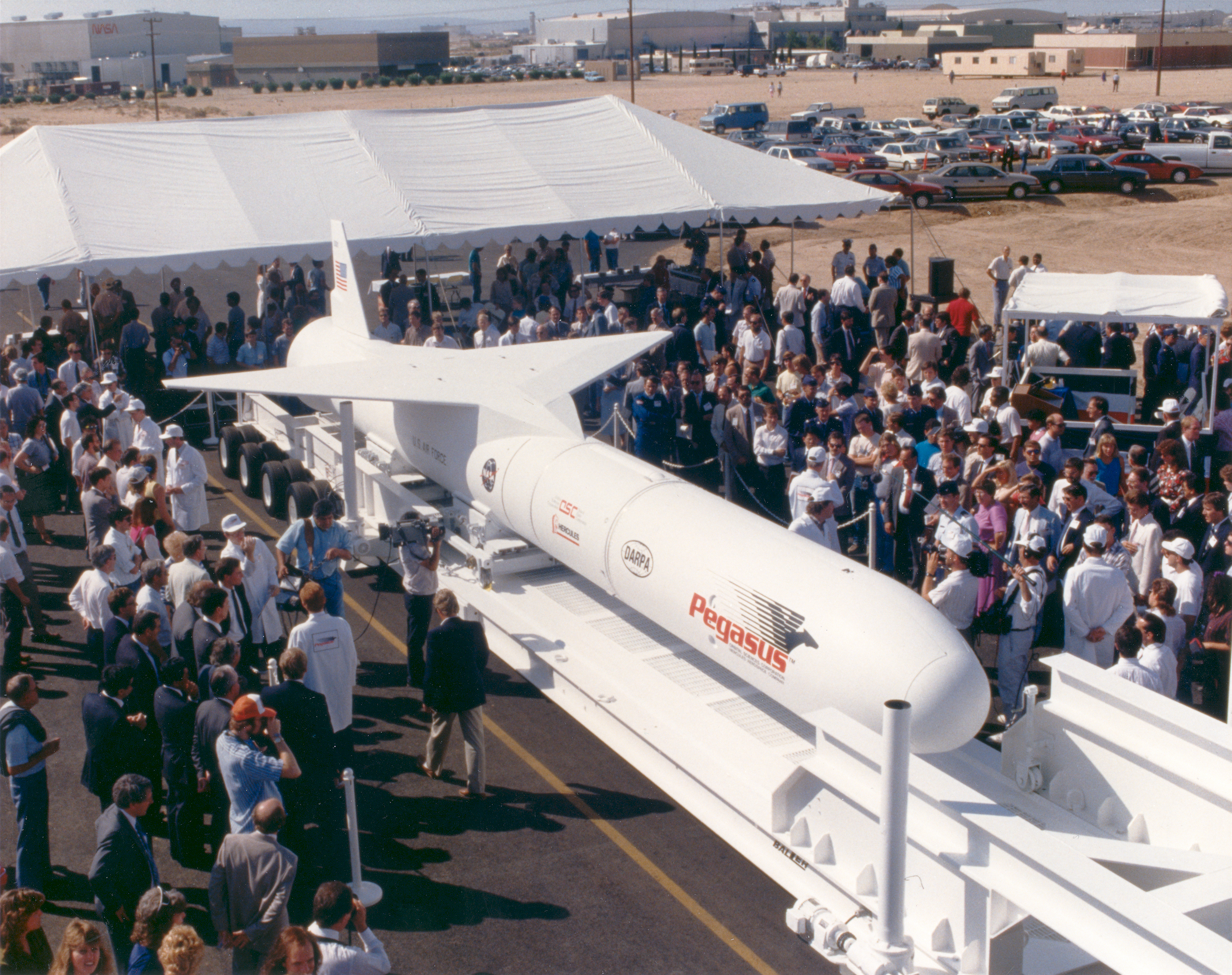
Крилата ракета-носій Пегас на авіасалоні

- Чотириступенева твердопаливна ракета-носій Таурус запускається з База ВПС США Ванденберг
- Minotaur IV для запуску супутників, версія Peacekeeper
- Minotaur V для запуску супутників, версія Peacekeeper
- Антарес триступенева ракета-носій: гас і кисень — твердопаливний двигун — самозаймисті компоненти (у розробці)

### Експериментальні носії
- X-34 багаторазовий демонстратор ракети-носія
- DART Rendezvous
- Hyper-X
- Орбітальний космічний літак

## Стартові майданчики
- База ВПС США Ванденберг
- База ВВС США Канаверал
- Воллопс
- Кадьяк (космодром)
- Едвардс (авіабаза)
- Кваджалейн
- Канарські острови

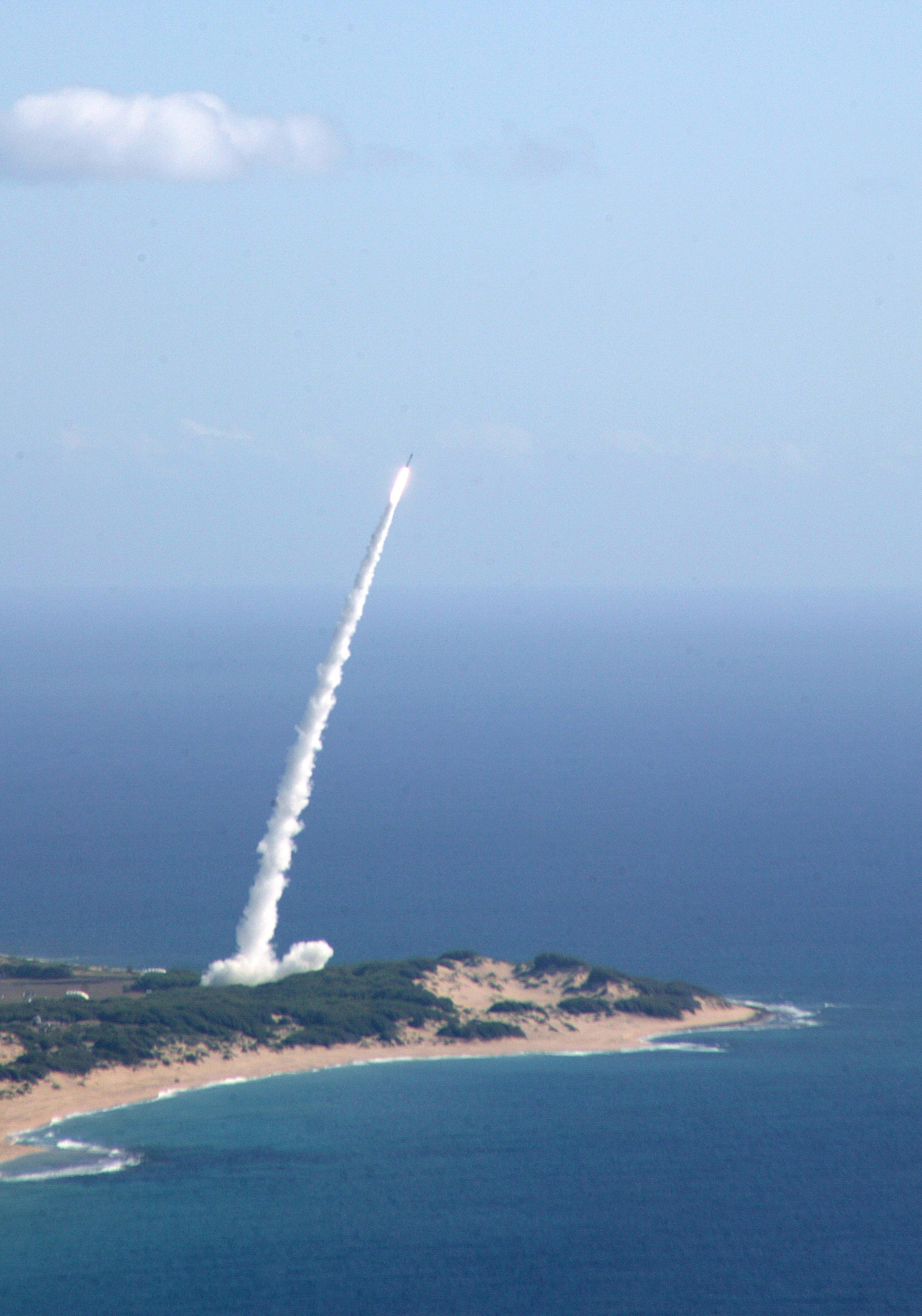
Запуск ракети з Тихоокеанського ракетного випробувального центру

- Тихоокеанський ракетний випробувальний центр

## Система протиракетної оборони і ракети-мішені
- Наземний сегмент протиракетної оборони США (GMD) орбітальний корабель (OBV) для Агентства протиракетної оборони Сполучених Штатів (MDA)
- Перехоплювач кінетичної енергії (KEI)
- GQM-163 Coyote.
- Цільові випробування носіїв (TTV)
- Minotaur II
- Minotaur III

### Супутники наГеостаціонарній орбіті
- STAR 2 platform
- На своєму заводі в Даллесі, штат Вірджинія Орбітальна будує космічні апарати середнього розміру на основі платформи компанії STAR 2. Це корисне навантаження у вересні 2007 року було виведене ракетою Аріан-5 — супутники Optus D2 і Intelsat 11 були побудовані на платформі STAR 2.

| - IndoStar-1 - BSAT-2a - BSAT-2b - BSAT-2c - N-Star c - Galaxy 12 - Galaxy 14 - Galaxy 15 - TELKOM-2 | - Optus D1 - Optus D2 - Optus D3 - Intelsat 11 - Horizons-2 - Thor 5 - AMC-21 - MEASAT-3a - NSS-9 | - Intelsat-15 - Intelsat-16 - Intelsat-18 (в розробці) - Koreasat-6 (в розробці) - AMC-5R (в розробці) - FM-1 (в розробці) - FM-2 (в розробці) |  |

### Супутники наНизькій опорній орбіті
- GALEX
- SORCE
- DART
- AIM
- OCO включає OCO 2
- GLORY (в розробці)
- ORBCOMM Fleet
- FORMOSAT-3/COSMIC
- NuSTAR (в розробці)
- OrbView-3

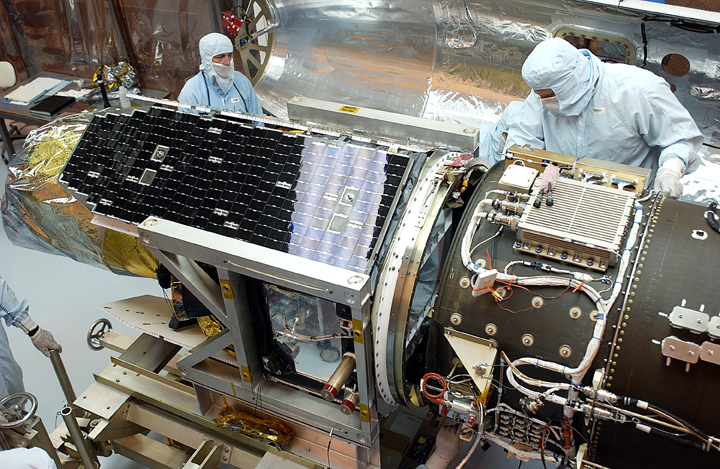
The GALEX spacecraft is mated to its Pegasus launch vehicle

- Space Technology 8 (ST8) (в розробці)
- GEMS (в розробці)
- LDCM (в розробці)

### Міжпланетні зонди
- Dawn
- IBEX